# Proporce
Pojem proporce neboli poměry označuje vzájemné vztahy jednotlivých dílů kompozičních prvků jako například poměr délky a šířky obdélníka či šířky a výšky budovy ale i vzájemný poměr jednotlivých útvarů s plochou celku. V hmotné a prostorové kompozici to jsou objemné, prostorové či plošné poměry.